# استان جوف (یمن)
استان جوف (به عربی: محافظة الجوف)، استانی در شمال یمن است.

## جغرافیا
استان جوف، بین دو کوه و در کناره (دره) وادی الجوف الکبیر واقع شده‌است.
منطقهٔ «الجوف» یکی از غنی‌ترین مناطق آثاری یمن به‌شمار می‌آید.
وسعت این منطقه به طول ۶۰ کیلومتر، وعرض ۳ کیلومتر از شمال به جنوب می‌باشد.
چهار دره بزرگ (درواه) «رودخانهٔ فصلی» از این منطقه عبور می‌کند.
در اطراف وکناره‌های این دره‌ها پر از جنگلهای انبوه‌است و حیات وحش گوناگونی در این دره‌ها وجود دارند.

## دره‌های الجوف
چهار درهٔ بزرگ الجوف به شرح زیر می‌باشند:
- درهٔ  الخارد .
- درهٔ  خبش .
- درهٔ  مغربه .
- درهٔ  المنبج .

مسیلات این دره‌ها به روستاهای قدیمی یام و مرهبة ملح و سران و مسوره و جبال نهم می‌ریزند.

## محدوده الجوف
محدوده الجوف: از شمال صنعا، از جنوب بلاد الجدعان در «قبائل نهم»، از مغرب جبل یام، و از سمت مشرق به جبل هیلان محدود می‌گردد.

## روستاهای الجوف
الجوف شامل روستاهای متعددی است، مشهورتیرن روستاهای این منطقه عبارت‌انداز:
الزاهر، حصن الدیمه، حصن آل احمد، حصن ابن سعد.
همچنین بلادهایی که تابع حکم حمیر بوده‌است: براقش، معین، السود، کمن، الخربه.

## شهرستان‌ها
- برط العنان
- حزم
- الحمیدات
- خب والشعف
- خراب المراشی
- الخلق
- رجوزة
- الزاهر
- الغیل
- المتون
- المصلوب
- المطمة

## جمعیت
تعداد جمعیت استان الجوف در حدود ۳۱۵۵۰ نفر می‌باشد.
اکثر جمعیت این استان شیعیان زیدی هستند. حدود ۷۵ تا ۸۵ درصد جمعیت الجوف را شیعیان تشکیل می دهند
| دین مردم استان الجوف | دین مردم استان الجوف | دین مردم استان الجوف | دین مردم استان الجوف | دین مردم استان الجوف |
| -------------------- | -------------------- | -------------------- | -------------------- | -------------------- |
| قومیت                | قومیت                |                      | درصد                 | درصد                 |
| شیعه                 | شیعه                 |                      | ۸۲٪                  | ۸۲٪                  |
| سنی                  | سنی                  |                      | ۱۸٪                  | ۱۸٪                  |